# Wappen von Hamburg (Schiff, 1965)
Die Wappen von Hamburg von 1965 war das dritte und vorerst letzte der Seebäderschiffe der HADAG Seetouristik und Fährdienst AG und fuhr später für die Förde Reederei Seetouristik GmbH & Co KG, mit diesem Namen. Sie wurde bei den Howaldtswerken Hamburg für den Helgoland-Fährbetrieb gebaut und war, noch vor der etwas längeren Roland von Bremen, das größte deutsche Seebäderschiff.

## Ausstattung
Das Schiff verfügte neben zwei Restaurants über einen Aussichtssalon, eine Diskothek, Cafés und – wie bereits ihre Vorgängerin – über Zwei- und Dreibettkabinen, die von den Gästen gebucht werden konnten. Es bot auf fünf Decks mit zehn Salons Platz für 1800 Passagiere.
Die beiden MAN-Dieselmotoren verfügten über eine Leistung von 10.160 PSe. Das Schiff, das über vier Stabilisatoren und zwei Verstellpropeller verfügte und mit dem blauen Band der Helgolandflotte ausgezeichnet wurde, erreichte damit eine Geschwindigkeit von 22 Knoten (ca. 40 km/h).

## Geschichte

### Lucaya(1965–1966)
Der Stapellauf fand am 16. Februar 1965 statt. Das Schiff ersetzte die zweite Wappen von Hamburg die ab 1962 die Hamburg–Helgoland-Strecke gefahren war, ab 1966 dann als Nachfolgerin der Helgoland unter dem Namen Alte Liebe nur noch die Strecke Cuxhaven–Helgoland 20 Jahre lang bediente und ab 1985 – nun selbst unter dem Namen Helgoland – auf die Bremerhaven–Helgoland-Route wechselte.
Ursprünglich war geplant, dass die neue Wappen von Hamburg im Sommer den Helgolanddienst fahren und im Winterhalbjahr als exklusives Kreuzfahrtschiff für maximal 212 Gäste in wärmeren Regionen eingesetzt werden sollte. Dieses Konzept ging jedoch nicht auf, so dass sie nur in der ersten Saison von Oktober 1965 bis Mai 1966 unter dem Namen Lucaya in der Karibik kreuzte und ab der Sommersaison 1966 vierzig Jahre lang ausschließlich im Seebäderdienst fuhr.

### Helgoland-Fährdienst (1966–2006)

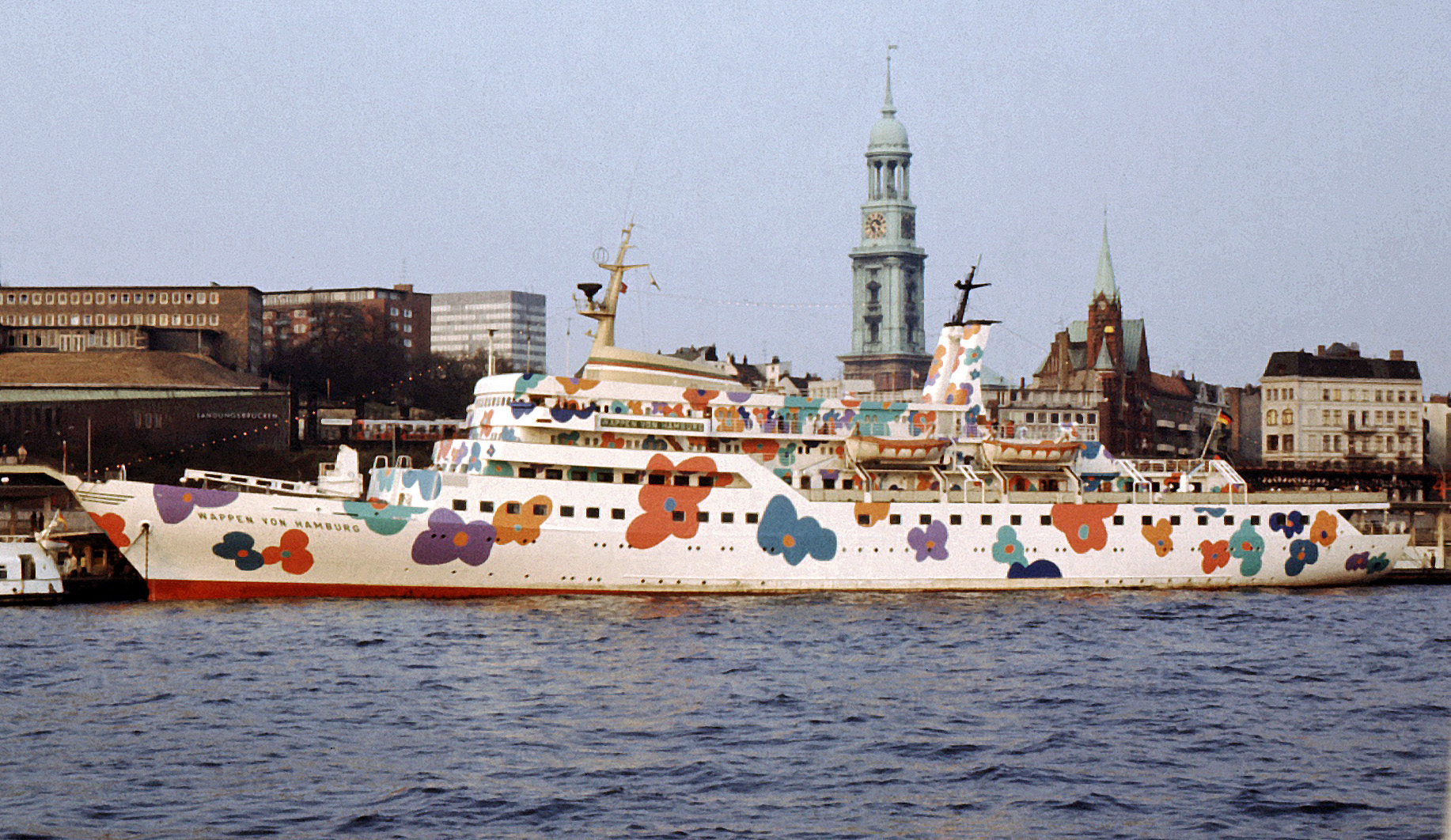
Wappen von Hamburg in aktueller Bemalung der 1970er Jahre

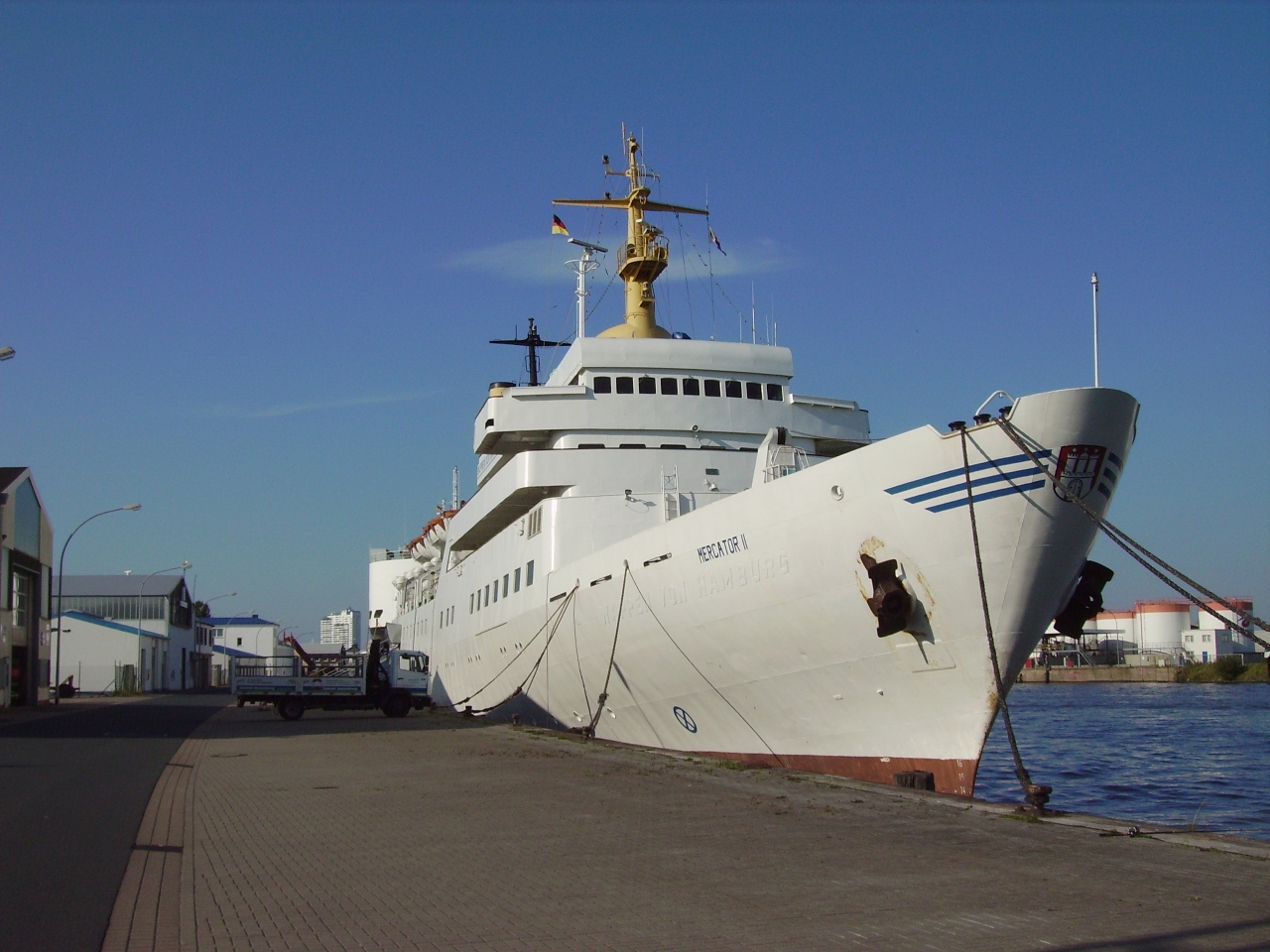
Die Wappen von Hamburg, bereits umbenannt in Mercator II, zu Umbauarbeiten in Bremerhaven

Bis 1982 wurde das Schiff auf der Route Hamburg–Cuxhaven–Helgoland und, außer an Wochenenden, ab 1983 nur noch auf der kürzeren Route Cuxhaven–Helgoland eingesetzt.
Der Komfort sorgte dafür, dass das Schiff in den 1960er und 1970er Jahren zumeist ausgebucht und somit wirtschaftlich erfolgreich war. Erst in den 1990er Jahren ging die Auslastung kontinuierlich zurück.
Die letzte Fahrt von Cuxhaven nach Helgoland fand am 30. September 2006 statt. Im Dezember 2006 kündigte die Förde Reederei Seetouristik (FRS) an, das Schiff außer Dienst zu stellen und durch die vom Cuxhavener Reeder Cassen Eils gecharterte Atlantis zu ersetzen. Nach Angaben von FRS stünden die Kosten für Betrieb und Instandhaltung nicht im Verhältnis zur schwachen Auslastung des einstigen Flaggschiffes der Helgoländer Seebäderflotte.

### Das Ende alsMercator II

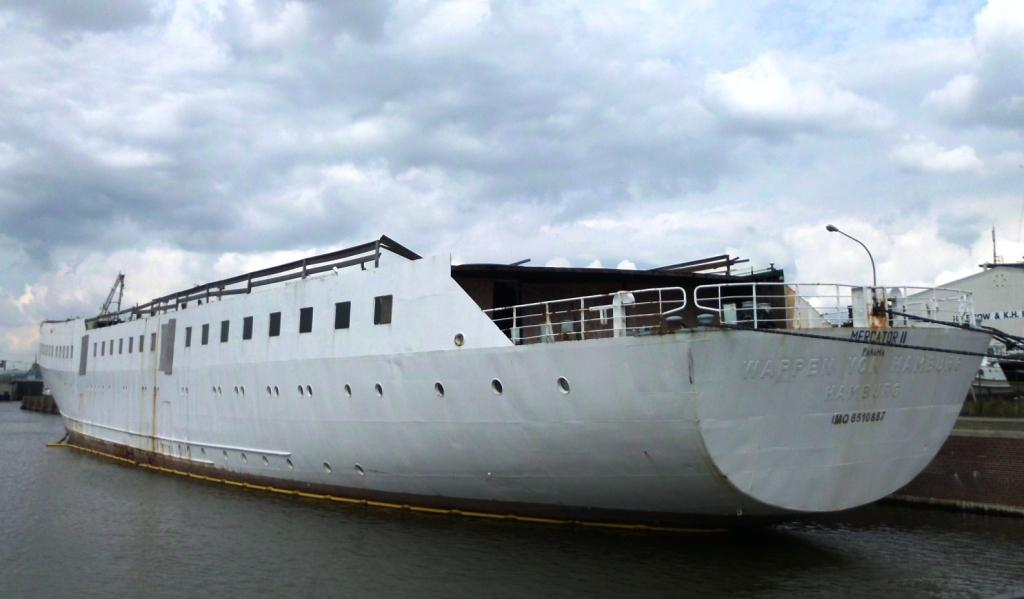
Mercator II in Bremerhaven beim Umbau

Am 31. Mai 2007 hatte die FRS die Wappen von Hamburg an die Mercator Shipping Corporation auf den Britischen Jungferninseln verkauft und übergeben. Noch im neuen Fischereihafen Cuxhaven wurde der Schriftzug Wappen von Hamburg durch Mercator II ersetzt. Am 15. Juni 2007 wurde das Schiff, das bis dahin in Cuxhaven aufgelegt war, mit einer Abschiedsfahrt um Helgoland herum nach Bremerhaven überführt.
Im Fischereihafen von Bremerhaven sollte das Schiff bis Sommer 2009 zu einem exklusiven Kreuzfahrtschiff für maximal 36 Gäste umgebaut werden. Einsatzgebiete sollte das Mittelmeer und die Karibik werden. Ende Dezember 2008 wurde das Projekt Mercator II jedoch für endgültig gescheitert erklärt, und die Arbeiten an dem Schiff wurden eingestellt. Weitgehend ausgeschlachtet und mit nahezu komplett demontierten Aufbauten lag das Schiff bis November 2010 im Fischereihafen von Bremerhaven. Die letzte Fahrt des mittlerweile antriebslosen Schiffskörpers erfolgte Ende November 2010 im Schlepp in die dänische Hafenstadt Esbjerg, wo es von November 2010 bis Januar 2011 abgewrackt wurde. Am 26. Januar um 16 Uhr wurden die Abwrackarbeiten für abgeschlossen erklärt.

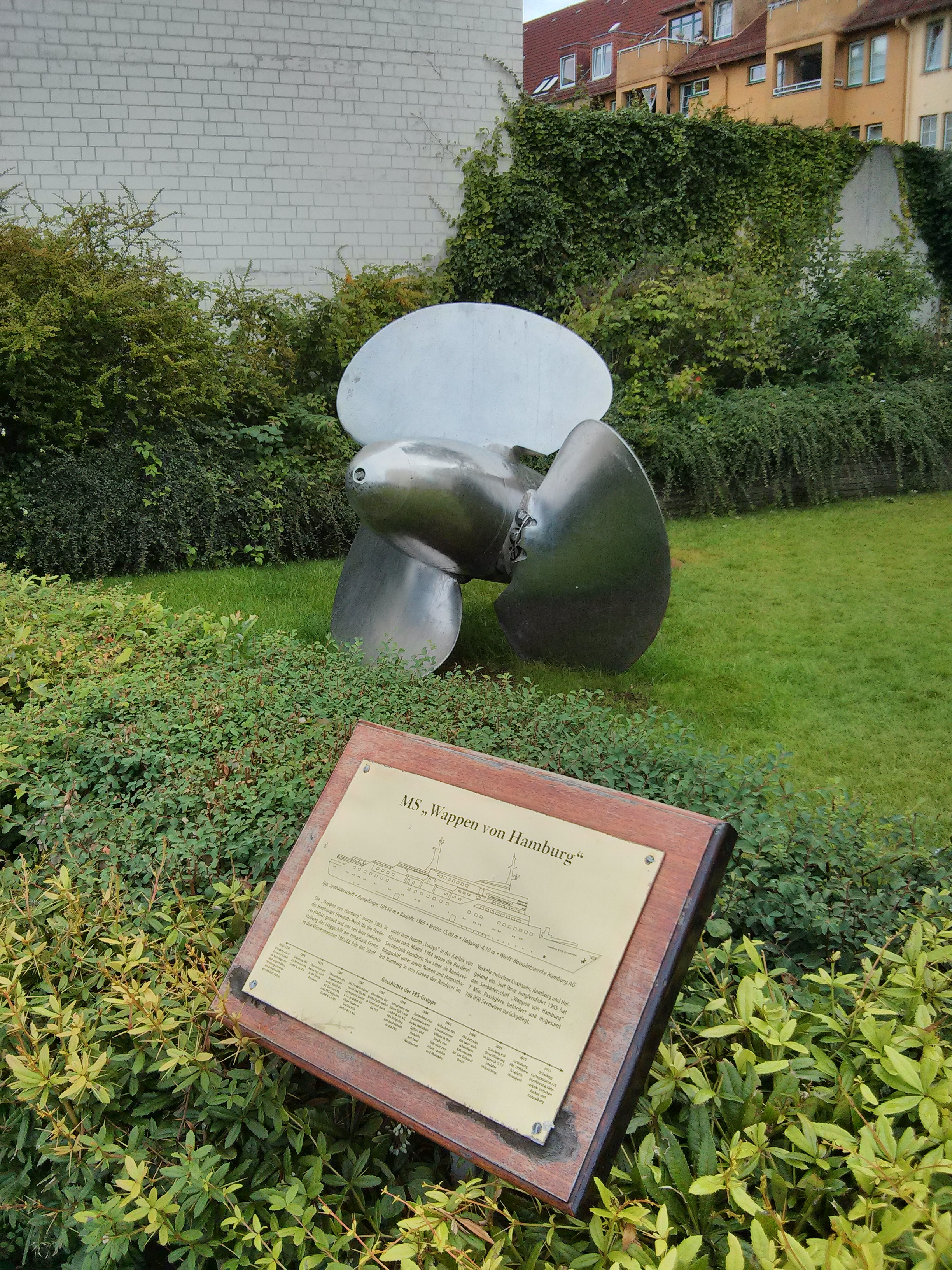
Propeller mit Gedenktafel in Flensburg

Der Fahrstand von der Schiffsbrücke der Wappen von Hamburg ist im Deutschen Schifffahrtsmuseum in Bremerhaven ausgestellt. Er soll dort dauerhaft für die Nachwelt erhalten werden. Auch das Horn der Wappen von Hamburg ist noch erhalten und dient auf der Nordseeinsel Helgoland als Begrüßung für neu ankommende Schiffe. Einer der Verstell-Propeller liegt im Vorgarten der Hauptverwaltung der Förde-Reederei Seetouristik in Flensburg. Hier erinnert eine Gedenktafel an das ehemalige Flaggschiff der Reederei.

## Trivia
In der TV-Serie Schwarz-Rot-Gold, Folge „Schmutziges Gold“, ist die Wappen von Hamburg am Anfang beim Einlaufen zu sehen.